# Plaque d'immatriculation géorgienne

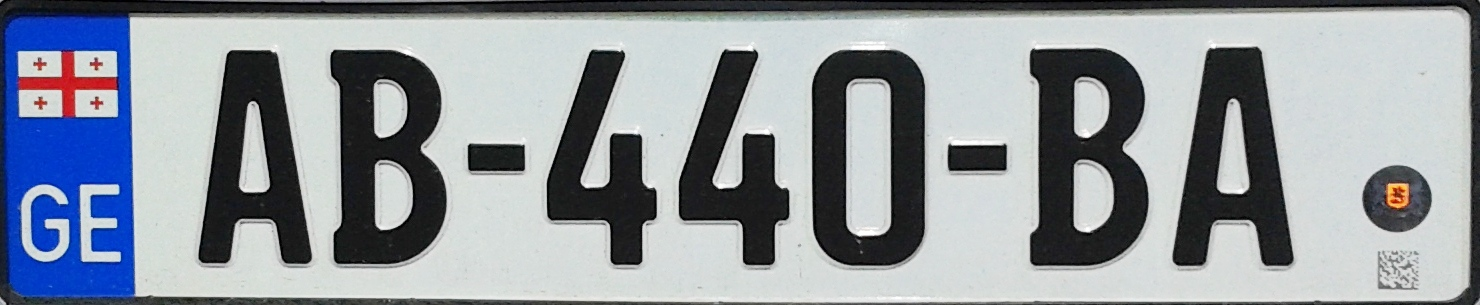

Les plaques d'immatriculation géorgiennes sont les plaques d'immatriculation utilisées en Géorgie, et sont composées de trois lettres, d'un trait d'union et de trois chiffres (par exemple : ABC-123), les inscriptions étant de couleur noire sur fond blanc. Les plaques sont émises dans l'alphabet latin. Les plaques d'immatriculation  de Géorgie ont les mêmes dimensions qu'en Europe.
Les plaques d'immatriculation géorgiennes actuelles reprennent le format européen avec le bandeau bleu à gauche, dans lequel on trouve le drapeau géorgien au-dessus et les lettres GE juste en dessous. Quant aux immatriculations elles-mêmes, elles ressemblent trait pour trait aux immatriculations françaises actuelles avec deux lettres, un trait d'union, trois chiffres, un trait d'union et deux lettres à nouveau (par exemple :  AA-123-AA ou  AB-440-BA comme sur la photo de plaque d'immatriculation géorgienne figurant en haut et à droite de cette page).